# V (альбом Ванесси Аморозі)
«V» — скасований п'ятий студійний альбом австралійської співачки Ванесси Аморозі. Реліз, що вперше був запланований в Австралії на 11 листопада 2011 року, мав відбутися 3 жовтня 2012 року. Через розірвання контракту з музичним лейблом, випуск альбому було скасовано.

## Список пісень
| #   | Назва                             | Тривалість |
| --- | --------------------------------- | ---------- |
| 1.  | «Amazing»                         |            |
| 2.  | «With or Without You»             |            |
| 3.  | «Always Wanted To Do That»        |            |
| 4.  | «I'm Coming In»                   |            |
| 5.  | «Size Of Your Heart»              |            |
| 6.  | «Ice Cream» (разом з Chiddy Bang) |            |
| 7.  | «Gossip»                          |            |
| 8.  | «I Really Like You»               |            |
| 9.  | «Just Say Yes»                    |            |
| 10. | «GOT»                             |            |
| 11. | «Hot Summer»                      |            |
| 12. | «I'm Gonna Rock It»               |            |
| 13. | «I Dont Wanna End Up Like You»    |            |
| 14. | «Amazing» (ecstasy mix)           |            |